# Marià Bordas Mon
Marià Bordas Mon (Barcelona, 14 de maig de 1960) és un jugador d'hoquei sobre herba, arquitecte i especialista sobre equipaments esportius català.
Format com a jugador al Reial Club de Polo de Barcelona, durant la seva trajectòria com a esportista i jugador d'hoquei sobre herba, guanyà cinc Campionats de Catalunya els anys 1978, 1979, 1981, 1983 i 1984. Guanyà també sis Copes del Rei els anys 1979, 1980, 1981, 1982, 1983 i 1989. A més, guanyà quatre Lligues els anys 1978, 1980, 1981 i 1982. Com a jugador, competì amb la selecció espanyola, i participà en els Jocs Olímpics d'Estiu de 1984 a Los Angeles.
Més enllà de la seva trajectòria esportiva, Marià Bordas, format com a arquitecte a l'Escola Tècnica Superior d'Arquitectura de Barcelona, ha estat Cap de la Secció Tècnica del Servei d'Equipaments Esportius del Consell Català de l'Esport de la Generalitat de Catalunya des de 1999 fins al 2014, així com Director del 'Pla Director d'Instal·lacions i Equipaments Esportius de Catalunya'. També ha estat conferenciant, escriptor i traductor d'articles i llibres sobre aspectes tècnics i sobre la sostenibilitat dels equipaments esportius.